# گرادن
گرادن (به آلمانی: Graden) یک منطقهٔ مسکونی در اتریش است که در ویتسبرگ واقع شده‌است. گرادن ۲۲٫۸۶ کیلومتر مربع مساحت دارد ۶۹۷ متر بالاتر از سطح دریا واقع شده‌است.